# Ronnie Haig
Ronnie Haig (* 21. März 1939 in Indianapolis, Indiana, als Ronald D. Hege) ist ein US-amerikanischer Rockabilly- und Gospel-Musiker. Haigs größter Hit war 1958 der Rockabilly-Song Don’t You Hear Me Calling Baby. Seit jüngster Vergangenheit widmet Haig sich mehr dem Gospel.

## Leben

### Kindheit und Jugend
Haig wurde in Indianapolis geboren. In seiner Kindheit wurde er vor allem von den großen Stars der Country-Musik beeinflusst und lernte seine ersten Akkorde auf der Gitarre seines Bruders. Während seiner Jugend begann er sich mehr für schwarzen Doo Wop zu interessieren – Country und Doo Wop verband Haig später in seinen Aufnahmen. In der High School sang Haig in einer kleinen Doo-Wop-Band, die sich The Twilighters nannte.

### Karriere
Vor 1958 sang Haig mit den Five Stars, die für Kernel Records, Dot Records, Note Records und Hunt Records aufnahmen. Bis 1957 sang er auf lokalen Veranstaltungen sogar mit den Twilighters und machte seine ersten Demo-Aufnahmen als Solo-Künstler.
1958 nahm Haig für das in Indianapolis beheimatete Label Note Records vier Songs im Chess Records Studio in Chicago auf. Während dieser Session wurde er unter anderem von Wes Montgomery an der Rhythmusgitarre begleitet und traf sein Idol Chuck Berry, der bei Chess unter Vertrag stand. Die Session produzierte die Single Don’t You Hear Me Calling Baby / Traveler of Love, die sich im Mittleren Westen sehr gut verkaufte. ABC-Paramount wurde schnell auf Haig aufmerksam und übernahm die nationale Vermarktung seiner Note-Single.
Obwohl die Platte nicht die US-Charts erreichte, erhielt Haig die Gelegenheit, in Dick Clarks American Bandstand aufzutreten, einer der erfolgreichen Fernsehshows der damaligen Zeit. Im Sommer 1958 folgte Haigs zweite Single bei Note, Rockin‘ With Rhythm & Blues / Money Is a Thing of the Past, die den vorangegangenen Erfolg aber nicht wiederholen konnte und daher auch nicht von ABC-Paramount übernommen wurde. Auch diese Single wurde in Chicago eingespielt. In dieser Zeit arbeitete Haig für Note auch als Studiomusiker und ist so auf Aufnahmen verschiedener anderer lokaler Musiker zu hören.
Trotz des Misserfolges verfolgte Haig weiterhin seine Karriere und tourte mit Stars wie den Everly Brothers, Bo Diddley, Ricky Nelson und Don Gibson. Es folgte eine weitere Single für Note und einige nicht veröffentlichte Bänder, bis Haig im Herbst 1961 zum Militärdienst eingezogen wurde.
Nach drei Jahren in der US Army wurde Haig entlassen, fand aber einen völlig anderen Musikmarkt wieder. Er zog sich aus dem Musikgeschäft zurück und arbeitete fortan als Versicherungsverkäufer. Seit Mitte der 1980er-Jahre tritt Haig wieder auf und veröffentlicht bis heute regelmäßig Alben, die vor allem auf Gospel abzielen. Von Redita Records wurde auch eine CD mit seinen gesammelten Aufnahmen aus den Jahren 1958 bis 1961 herausgegeben.

## Diskografie

### Singles
| 1958                    | Don’t You Hear Me Calling Baby / Traveler of Love                    | Note 10010             |
| 1958                    | Don’t You Hear Me Calling Baby / Traveler of Love                    | ABC-Paramount 45-912   |
| 1958                    | Rocking with the Rhythm & Blues / Money Is a Thing of the Past       | Note 10014             |
| 1961                    | Don’t You Hear Me Calling Baby / Traveler of Love                    | ABC-Paramount 45-10209 |
| 1961                    | Open House / Unforgotten Love                                        | Silverball S-101       |
| 1961                    | Just One Kiss / The Open Malt Stop                                   | Silverball S-103       |
| 1961                    | Mucho Fine / Go On, Go On                                            | Silverball S-105       |
| Unveröffentlichte Titel |                                                                      |                        |
| 1957                    | - Hey Little Baby - Minute Madness - Traveler of Love (alt. Version) | Demo-Band              |

### Alben
- ????: Branching Out
- 20??: Inspiring Moments
- 20??: Up Close and Personal by Ronnie Haig
- 20??: Still Kickin‘ Butt!!!
- 20??: Treasures of Time by Ronnie Haig
- 2007: Outrageous (mit Kitty Houston)
- 2008: Jesus Music